# Køerne
|  | Denne artikel er oprettet af botten Steenthbot ud fra en ekstern database. Den kan derfor have sproglige fejl eller mangler. Denne skabelon kan fjernes efter kontrol af indholdet. |

Køerne er en dansk oplysningsfilm fra 1972 instrueret af Per Holst efter eget manuskript.

## Handling
Ved at benytte postgiro kan man undgå at skulle stå i kø.

## Medvirkende
- Gotha Andersen